# Kafa amerikano
Kafa amerikano (ital. caffè americano), ili jednostavno amerikano (ital. americano), je popularno piće od kafe, napravljeno razblaživanjem espresa toplom vodom. Ova metoda čuva ukus i intenzitet espresa dok piće čini većim i manje intenzivnim od tipičnog espresa. Rezultat je kafa koja podseća na američku „drip” kafu, ali zadržava karakteristične ukuse espresa.

## Istorija
Amerikano na svetkafe.rsitalijanskom, španskom i portugalskom znači „Amerikanac”. Neki tvrde da je termin u engleski jezik ušao iz italijanskog 1970-ih. Caffè americano na italijanskom znači „američka kafa”.
Poreklo kafe amerikano često se pripisuje američkim vojnicima tokom Drugog svetskog rata. Priča sugeriše da bi američki vojnici u Evropi razblažili espreso toplom vodom kako bi imitirali kafu na koju su navikli kod kuće. Ova metoda pravljenja kafe brzo je stekla popularnost i postala poznata kao americano u Italiji. Termin americano znači „američki” na italijanskom, ističući njegove korene.
Amerikano je postao standardan deo ponude u kafićima širom sveta.

## Priprema
Tradicionalna metoda pripreme amerikano uključuje:
1. Espreso: Pripremite „šot” espresa, što je obično 1-2 unce jake kafe napravljene forsiranjem tople vode kroz fino mlevenu kafu.
2. Topla voda: Dodajte toplu vodu u espreso. Odnos vode i espresa može varirati u zavisnosti od ličnih preferencija, ali obično je između 1:1 i 1:2.
Topla voda se može dodati pre ili posle espresa, što dovodi do blagih varijacija u ukusu i teksturi. Kada se voda doda pre espresa (metoda koja se ponekad naziva long black), bolje se očuva „krema” na vrhu.

## Varijacije
Postoji nekoliko varijacija amerikano, koje se mogu prilagoditi individualnim ukusima i preferencijama:

### Ledeni amerikano (engl.)
Isti princip kao kod toplog amerikano, ali se pravi sa hladnom vodom i ledom umesto tople vode. Popularan je izbor u toplijim klimama ili kao osvežavajuće letnje piće.

### Long blek (engl.)
Slično kao amerikano, ali sa malo drugačijom metodom pripreme. Kod long blek, topla voda se dodaje prvo, a zatim se espresso prelije preko nje, čime se bolje očuva krema.

### Red aj (engl.)
Kombinacija „drip” kafe i espressa. To je jače piće od kafe koje dodaje „šot” espresa u šolju kuvane kafe.

### Beli amerikano (engl.)
Napravljen dodavanjem male količine mleka ili pavlake u amerikano, čime se dobija glatkija i kremastija tekstura.

## Spoljašnje veze
- Recept za kafu amerikano na